# Michée (fils de Jemla)
Michée, fils de Jemla, dit l’Ancien, est un prophète juif, qui vivait à Samarie dans le IXe siècle av. J.-C., sous le règne d’Achab.
Il fut emprisonné par ce prince pour lui avoir prédit le mauvais succès de son expédition contre les Syriens du roi Ben-Hadad II. C’est de ce prophète qu’il est parlé dans le IIIe livre des Rois, chap. XXII.

## Source
« Michée (fils de Jemla) », dans Pierre Larousse, Grand dictionnaire universel du XIXe siècle, Paris, Administration du grand dictionnaire universel, 15 vol., 1863-1890 [détail des éditions].